# Галлинара
Галлина́ра (итал. Gallinara) — остров в Лигурийском море по соседству с городом Альбенга на западе Итальянской Ривьеры. Он является частью коммуны Альбенга в провинции Савона региона Лигурия Италии. Согласно Варрону, берёт своё имя от диких куриц, которые когда-то населяли его.

## География
Площадь острова составляет 11 гектаров, максимальная высота — 87 метров, длина — 470 метров, ширина — 450 метров.
Остров Галлинара, благодаря своей незагрязнённой природной среде, редким видам растительности и крупнейшей колонии серебристых чаек, охраняется как природный парк регионального значения.
Побережье Галлинары находится в сравнительно нетронутом человеком виде, а морское дно принимает довольно редкие оттенки.

## История
Остров связан с именем св. Мартина Турского, который бежал из Милана, чтобы укрыться от преследования арианами. В настоящее время остров хранит руины монастыря, башню XVI века и небольшую готическую церковь.
Во время Второй мировой войны на острове были расквартированы 2000 солдат вермахта, построивших разветвлённую сеть туннелей.